# Oktay Urkal
Oktay Urkal (Berlino, 15 gennaio 1970) è un ex pugile tedesco.

## Palmarès

### Olimpiadi
- 1 medaglia:
  - 1 argento (Atlanta 1996 nei pesi superleggeri)

### Mondiali dilettanti
- 2 medaglie:
  - 2 bronzi (Tampere 1993 nei pesi superleggeri; Berlino 1995 nei pesi superleggeri)

### Europei dilettanti
- 2 medaglie:
  - 1 oro (Vejle 1996 nei pesi superleggeri)
  - 1 argento (Bursa 1993 nei pesi superleggeri)